# Насонтов
Насонтов — хутор в Белокалитвинском районе Ростовской области.
Входит в состав Краснодонецкого сельского поселения.Образование хутора Насонтова относят к заслугам обычного крестьянина Насона , который переселился с правого берега реки Быстрой на левый из-за постоянных затоплений. На первом берегу реки находилось поместье помещиков Ильичева.

## География

### Улицы
- ул. Молодёжная,
- ул. Солнечная,
- ул. Центральная.

## Население
| 1989 | 2002 | 2010 |
| ---- | ---- | ---- |
| 444  | ↘434 | ↘413 |